# Timothy Michael Dolan
Timothy Michael Dolan (San Luis, Estados Unidos, 6 de febrero de 1950) es un cardenal y arzobispo católico estadounidense. Fue uno de los cardenales papables para el cónclave de 2013.

## Biografía

### Primeros años
Nació en San Luis (Misuri) en 1950. Después de obtener el título de Grado en Filosofía en el Seminario Kenrick-Glennon de Shrewsbury (Misuri), fue enviado a continuar sus estudios de en Roma, residiendo en el Pontificio Colegio Norteamericano y obteniendo el título de grado (denominado Baccalaureatus en las universidades eclesiásticas) en Sagrada Teología. En 1974 se matriculó en la Universidad Pontificia de Santo Tomás de Aquino, donde obtuvo el título de máster (denominado Licentia en las universidades eclesiásticas) en Sagrada Teología en 1976.
El 19 de junio de 1976 fue ordenado sacerdote del clero de San Luis por el entonces obispo auxiliar de Indianápolis, Edward Thomas O'Meara. Trabajó como vicario parroquial en varias parroquias de su diócesis, colaborando con el Nuncio Apostólico en Estados Unidos y con el rector del Pontificio Colegio Norteamericano.
En 1979 comenzó su doctorado en la Universidad Católica de América de Washington D.C. En 1983, habiendo obtenido ya el título de doctor en Historia de la Iglesia en América, regresó a Misuri para realizar su trabajo pastoral. En 1992 fue nombrado vicerrector de su alma mater, el Seminario Kenrick–Glennon. También fue profesor de Teología en la Universidad de San Luis. 
Entre 1994 y 2001 fue rector del Pontificio Colegio Norteamericano en Roma. Además, impartió clases de Historia de la Iglesia en la Pontificia Universidad Gregoriana y de Teología ecuménica en la Universidad Pontificia de Santo Tomás de Aquino. En 1994 el papa Juan Pablo II le otorgó el título de monseñor.

## Episcopado

### Obispo Auxiliar de San Luis
El 19 de junio de 2001, el Papa Juan Pablo II lo nombró Obispo titular de Natchez y Obispo Auxiliar de la Arquidiócesis de San Luis.
Recibió la ordenación episcopal el 15 de agosto de 2001 de las manos del cardenal Justin Francis Rigali (arzobispo de San Luis) y los consagrantes Joseph Fred Naumann y Michael John Sheridan (obispos auxiliares de la misma arquidiócesis).

### Arzobispo de Milwaukee
El 25 de junio de 2002, el Papa Juan Pablo II lo designó X Arzobispo Metropolitano de la Arquidiócesis de Milwaukee. Entre el 28 de septiembre de 2007 y el 9 de julio de 2008 fue también administrador apostólico de Green Bay. 

### Arzobispo de Nueva York
El 23 de febrero de 2009, el Papa Benedicto XVI lo nombró XIII Arzobispo Metropolitano de la Arquidiócesis de Nueva York, sustituyendo al cardenal Edward Michael Egan, quien renunció por razones de edad.
En 2010, fue elegido por los obispos presidente de la Conferencia Episcopal de Estados Unidos.

## Cardenalato
El 6 de enero de 2012 el papa Benedicto XVI anunció que sería nombrado cardenal en el consistorio del 18 de febrero de 2012 con el titulus de cardenal presbítero de Nuestra Señora de Guadalupe en Monte Mario. Participó en el Cónclave de 2013 donde fue considerado uno de los cardenales papables, pero en este fue elegido el papa Francisco.

### Cargos en la curia romana
- El 29 de julio de 2014 fue nombrado miembro de la Congregación para la Evangelización de los Pueblos.[4]

- El 15 de mayo de 2019 fue confirmado como miembro de la Congregación para las Iglesias Orientales in aliud quinquennium.[5]

- El 13 de octubre de 2020 fue confirmado como miembro de la Congregación para la Evangelización de los Pueblos  ad aliud quinquennium.[6]

- El 22 de junio de 2021 fue confirmado como miembro de la Congregación para la Educación Católica ad aliud quinquennium.[7]

- El 7 de marzo de 2023 fue nombrado miembro de la Sección para las cuestiones fundamentales de la evangelización en el mundo del Dicasterio para la Evangelización ad quinquennium.[8]

## Posiciones

### XIV Asamblea General Ordinaria del sínodo de obispos
En octubre de 2015, se difundió una carta firmada por él y otros 12 cardenales en la que denunciaban la metodología empleada en el Sínodo convocado por el Pontífice. Los otros cardenales eran: Carlo Caffarra (Italia), Thomas C. Collins (Canadá), Robert Sarah (Ginea-Conakri), Willem J. Eijk (Países Bajos), Péter Erdõ (Hungría), Wilfrid Fox Napier (Sudáfrica), George Pell (Australia), Mauro Piacenza (Italia), Gerhard L. Müller (Alemania), Jorge L. Urosa Savino (Venezuela), Angelo Scola (Italia) y  André Vingt-Trois (Francia). Más tarde, los cardenales Angelo Scola y André Vingt-Trois se desmarcaron de la carta diciendo que nunca la habían firmado.Lo mismo dijeron aun más tarde los cardenales Péter Erdõ y Mauro Piacenza, por lo que el número de los firmantes se redujo a nueve. Posteriormente se supo que hubo una confusión y que los otros cuatro firmantes fueron los cardenales Daniel N. DiNardo (EE. UU.), John Njue (Kenia), Norberto Rivera Carrera (México) y Elio Sgreccia (Italia).

## Publicaciones
El prelado es autor de varios textos: "To Whom Shall We Go?" (2008), "Called to Be Holy" (2005), "Priests for the Third Millennium" (2000) y "Some Seed Fell on Good Ground: The Life of Edwin V. O'Hara" (1992).

## Sucesión
| Predecesor: John Gavin Nolan                | Obispo titular de Natchesium y Obispo auxiliar de Arquidiócesis de San Luis 19 de junio de 2001 - 25 de junio de 2002 | Sucesor: Salvatore Joseph Cordileone |
| Predecesor: Rembert George Weakland, O.S.B. | Arzobispo de Milwakee 25 de junio de 2002 - 23 de febrero de 2009                                                     | Sucesor: Jerome Edward Listecki      |
| Predecesor: Edward Michael Egan             | Arzobispo de New York 23 de febrero de 2009                                                                           | Sucesor: En el Cargo                 |
| Predecesor: Adolfo Antonio Suárez Rivera    | Cardenal presbítero de Nuestra Señora de Guadalupe en Monte Mario 18 de febrero de 2012                               | Sucesor: En el Cargo                 |